# Chen Lin (Ming)
Chen Lin (陳璘) (1543–1607) fue un general chino durante el gobierno de la dinastía Ming. Chen Lin era nativo de lo que hoy día constituye Shaoguan (韶關) en la provincia de Guangdong. En 1562 sofocó los levantamientos en Chaozhou y Yingde en su provincia natal por lo que después fue promovido a Shoubei.
Chen Li fue despachado en 1598 para ayudar a repeler a los invasores durante las invasiones japonesas a Corea junto con el almirante Yi Sun-sin. 
Después de las campañas en Corea, Chen fue promovido y puesto al mando de las tropas en Hunan y Guangdong.
Chen murió de causas naturales en 1607.
- Datos: Q1063358